# Ophiusa simplex
Ophiusa simplex är en fjärilsart som beskrevs av Emilio Berio 1978. Ophiusa simplex ingår i släktet Ophiusa och familjen nattflyn. Inga underarter finns listade i Catalogue of Life.